# Невена Ганчева
Невена Димитрова Ганчева е българска художничка.

## Биография
Родена е през 1897 г. в София В 1922 г. завършва живопис в Художествената академия в София. От 1922 до 1924 г. специализира в Италия. В периода 1927 – 1952 г. работи последователно като учителка в Кнежа, в Ботевград, в Американския колеж в Симеоново, във Велико Търново. Член на Съюза на българските художници. Умира през 1983 г. в София.
Личният ѝ архив се съхранява във фонд 2015К в Централен държавен архив. Той се състои от 117 архивни единици от периода 1904 – 1982 г.